# Rifargia grandimacula
Rifargia grandimacula är en fjärilsart som beskrevs av Paul Dognin 1909. Rifargia grandimacula ingår i släktet Rifargia och familjen tandspinnare. Inga underarter finns listade.